# Joakim Arenius

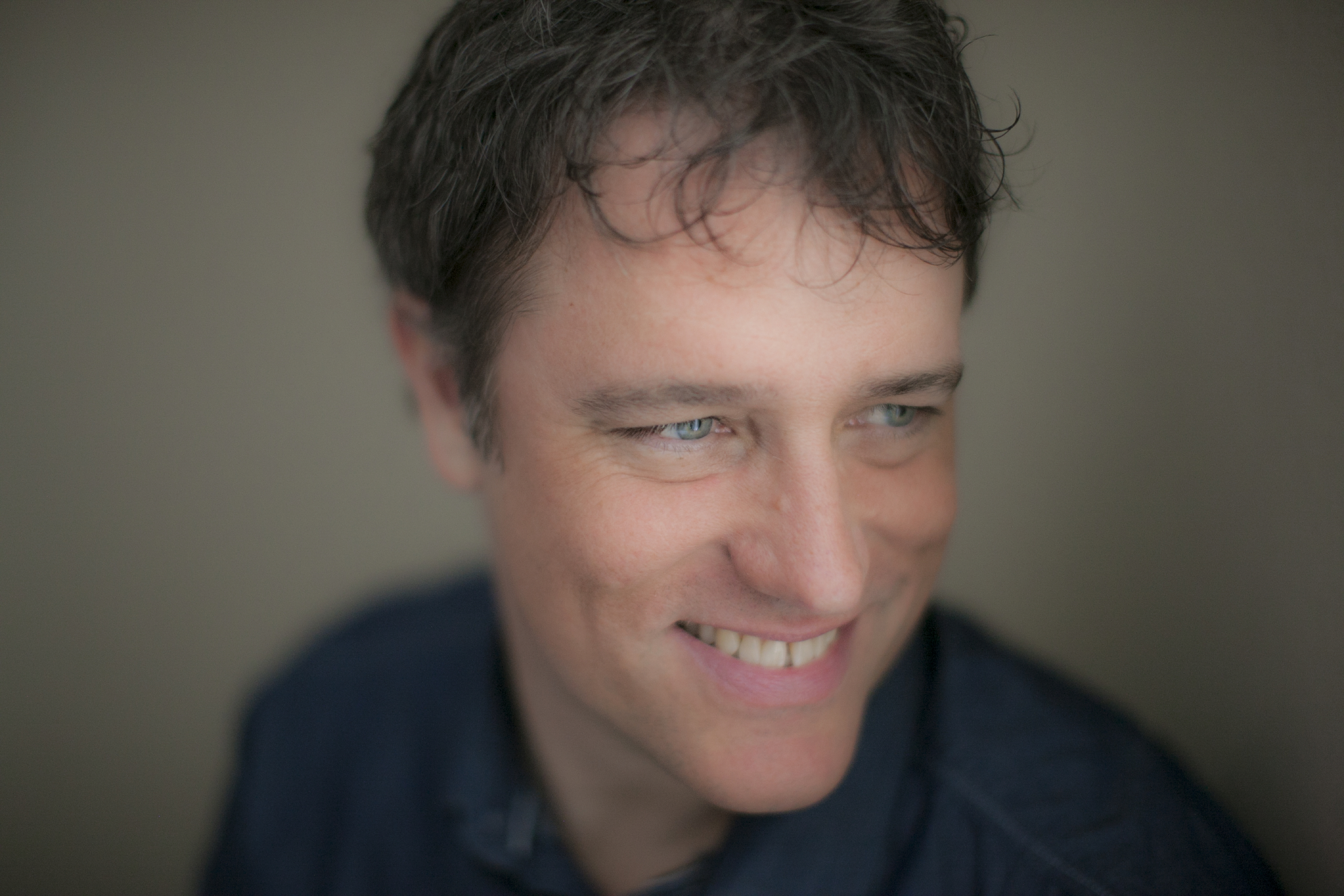
Joakim Arenius

Runar Joakim Arenius, född 15 augusti 1970 i Kristianstads Heliga Trefaldighets församling, är en svensk körledare.  
Han blev känd tillsammans med gospelkören Joybells då han, strax efter millennieskiftet, spelade in skivor ihop med andra svenska artister, såsom Björn Skifs, Jerry Williams och Robert Wells.[källa behövs] Som körledare för Joybells spelade han in skivorna "Live in Germany" (Asaph), "Having Church" (Talking Music), "Oh Happy Day" (Warner Music) och "What A Wonderful World" (Warner Music).
År 2004 lämnade Arenius Joybells och startade Praise Unit, en grupp på nio sångare och fem musiker som kombinerar gospelmusiken med R&B, funk, soul, pop och dance-beats.
Debutskivan Whole släpptes 2006 och efter den följde turnerande i framför allt norra Europa och USA. Andra skivan The Mission Field (2009) tog Praise Units musik in på radiostationerna och öppnade dörrar till fler länder. Sedan följde Christmas (2014), Be The Plan (2018), Acapella Gospel (2022) och singeln Little Bird Voice (2023). Acapella Gospel var ett samarbete med Hanjo Gäbler och innehåller endast röster och rytmer, komponerat och arrangerat av Arenius och Gäbler.
Arenius har skrivit musik åt andra artister, främst inom gospelgenren. År 2002 sjöngs The Lord is in his Holy temple på minnesdagen av 11 september-attackerna i Brooklyn Tabernacle, hem åt Brooklyn Tabernacle Choir. Han är återkommande dirigent på Europas största gospelfestival, Gospel Kirchentag, med 5 000 sångare. År 2006 började A good life som första gospellåt spridas på diskotek i Tyskland. År 2007 sjöngs Thy will be done för påven i Vatikanstaten av en italiensk gospelkör. I Nashville och Tampa har Arenius medverkat på Gospel Music Workshop of America för att lära ut sin musik.[källa behövs]
Arenius är med och bygger upp nätverk för körer, främst gospel, i Ryssland, Belarus, Spanien, Italien, Tyskland, med mera. En del av detta görs i samarbete med den internationella Music Mission Trips-organisationen GTM Ministries. Sedan 2021 finns ett samarbete med Mziki Tours som erbjuder paketresor med gospelkör och safari.  
Arenius har även skrivit för och dirigerat Svenska Kammarorkestern[källa behövs] samt samarbetar med Europa Cantat, Europas största nätverk för körsång. Sedan 2018 är han dirigent för gospelkören Svart på Vitt i Örebro.